# Kilgore (Texas)
Kilgore é uma cidade localizada no estado norte-americano do Texas, no Condado de Gregg e Condado de Rusk.

## Demografia
Segundo o censo norte-americano de 2000, a sua população era de 11.301 habitantes.
Em 2006, foi estimada uma população de 12.040, um aumento de 739 (6.5%).

## Geografia
De acordo com o United States Census Bureau tem uma área de
40,0 km², dos quais 39,9 km² cobertos por terra e 0,1 km² cobertos por água.

## Localidades na vizinhança
O diagrama seguinte representa as localidades num raio de 16 km ao redor de Kilgore.